# Clathria mixta
Clathria mixta är en svampdjursart som beskrevs av Jörn Hentschel 1912. Clathria mixta ingår i släktet Clathria och familjen Microcionidae. Inga underarter finns listade i Catalogue of Life.